# Nad Tatrou sa blýska
Nad Tatrou sa blýska (Română: Fulger peste Munții Tatra) este imnul național a Slovaciei. Își are originile în naționalismul în forma sa din Europa Centrală a secolului XIX. Tema sa principală reprezintă o furtună abătută asupra munților Tatra, munți care simbolizează pericolul pentru Slovaci și o dorință pentru a rezolva amenințarea. Este utilizată masiv în timpul insurgențelor din 1848-49.